# 아윤엘아트루스
아윤엘아트루스(아랍어: عيون العتروس, 프랑스어: Ayoun el Atrous)는 모리타니 남부에 위치한 도시로, 호드엘가르비 주의 주도이며 인구는 11,867명(2000년 기준)이다.
2007 Dakar Rally의 정차지 가운데 하나이기도 했다.